# Флорида (округ Монтгомері, Нью-Йорк)
Флорида (англ. Florida) — місто (англ. town) в США, в окрузі Монтгомері штату Нью-Йорк. Населення — 2667 осіб (2020).

## Демографія
Згідно з переписом 2010 року, у місті мешкало 2696 осіб у 1101 домогосподарстві у складі 787 родин. Було 1209 помешкань
Расовий склад населення:
| - 95,5 % — білих - 1,1 % — азіатів - 0,8 % — чорних або афроамериканців - 0,1 % — корінних американців - 1,0 % — осіб інших рас |

До двох чи більше рас належало 1,4 %. Частка іспаномовних становила 3,1 % від усіх жителів.
За віковим діапазоном населення розподілялося таким чином: 19,9 % — особи молодші 18 років, 65,0 % — особи у віці 18—64 років, 15,1 % — особи у віці 65 років та старші. Медіана віку мешканця становила 44,8 року. На 100 осіб жіночої статі у місті припадало 101,6 чоловіків;  на 100 жінок у віці від 18 років та старших — 102,7 чоловіків також старших 18 років.
Середній дохід на одне домашнє господарство  становив 74 541 долар США (медіана — 49 293), а середній дохід на одну сім'ю — 95 130 доларів (медіана — 77 578). Медіана доходів становила 50 446 доларів для чоловіків та 46 023 долари для жінок. За межею бідності перебувало 13,9 % осіб, у тому числі 25,4 % дітей у віці до 18 років та 9,9 % осіб у віці 65 років та старших.
Цивільне працевлаштоване населення становило 1328 осіб. Основні галузі зайнятості: освіта, охорона здоров'я та соціальна допомога — 21,3 %, роздрібна торгівля — 14,2 %, науковці, спеціалісти, менеджери — 10,5 %, виробництво — 10,5 %.